# Casa Masramon
La Casa Masramon és una obra d'Olot (Garrotxa) protegida com a bé cultural d'interès local.

## Descripció
És un edifici format per dos cossos rectangulars. Té unes interessants combinacions d'obertures horitzontals i verticals que expressen una clara estructuració dels buits. La decoració presenta alguns elements gaudinians. És interessant el cos menor de la construcció amb obertures ovalades i formes corbes.

## Història
És una de les obres més importants de Rafael Masó, corresponent al període més àlgid de la seva producció (1912-1922), quan la seva arquitectura es depura al màxim i es despulla dels additaments innecessaris alhora que es connecta amb els moviments més renovadors del moment.